# Granollers (Lérida)
Granollers es una entidad de población española del municipio de Torrefeta i Florejacs, perteneciente a la provincia de Lérida, en la comunidad autónoma de Cataluña.

## Historia
Hacia mediados del siglo XIX, el lugar, por entonces perteneciente a Selvanera, tenía contabilizada una población de 25 habitantes. Aparece descrito en el octavo volumen del Diccionario geográfico-estadístico-histórico de España y sus posesiones de Ultramar de Pascual Madoz de la siguiente manera:

GRANOLLERS: l. que forma ayunt. con Salvanera, en la prov. de Lérida (14 horas), part. jud. de Cervera (3), audiencia terr. y c. g. de Barcelona (22), dióc. de Seo de Urgel (19): está sit. en una altura, combatido del viento N., con clima templado en la estacion de verano, y muy frio en la de invierno. Lo forman 5 casas de desigual construccion, y una igl. (San Jaime), dependiente de la parr. de Salvanera, con el cementerio contiguo y á la parte N. del pueblo. El térm. que se estiende 1/2 leg. de N. á S., y 3/4 de E. á O., confina por el primer punto con Vilalta; E. Salvanera; S. Palou, y O. otra vez Palou y Guardiola; y le cruza un pequeño arroyo que presta muy escasos beneficios con sus aguas: tambien hay una cordillera de montaña, que se estiende de S. á N. pero de corta elevacion, asi como una ermita (San Jaime), sin renta alguna. El terreno de mediana calidad es áspero y montuoso, con algunos caminos vecinales y de herradura: la correspondencia la reciben de la adm. de Cervera á donde pasan á buscarla. prod.: centeno, vino y poco aceite, algun ganado lanar y vacuno para la labranza, con abundante caza de liebres y perdices. pobl.: 5 vec., 25 alm. riqueza y contr. con Salvanera. (V.)
(Madoz, 1847, p. 582)

En la actualidad pertenece al municipio de Torrefeta i Florejacs. En 2022, la entidad singular de población tenía empadronados 2 habitantes.

## Patrimonio
En el lugar hay una ermita bajo la advocación de San Jaime.